# Джон Бойд Орр
Джон Бойд Орр (англ. John Boyd Orr; 23 вересня 1880 — 25 червня 1971) — англійський педагог, лікар, громадський діяч, лауреат Нобелівської премії миру за 1949 рік.
Займався дослідженнями проблем продовольства та продовольчої безпеки, голоду, недостатнього харчування, годування населення під час війни. Співавтор книги «Годування населення під час війни» (1940), ректор університету Глазго, ФАО (Продовольчої програми ООН).
Нобелівська премія присуджена з формулюванням «На відзнаку його заслуг не тільки у визволенні людства від нужди, але і за створення підвалин мирової кооперації між класами, націями та расами».
Брав участь у Першій світовій війні, зокрема у битвах на Соммі та при Іпрі.